# 李子駸
李子駸（1940年1月16日—），中華民國（台灣）政治人物，曾代表中國國民黨在台中縣選區當選為第五、六、七、八屆台灣省議員，後在台灣省第六選區（台中縣）當選為第一屆第六次增額立法委員。

## 家庭
- 祖父李草語，為本地李氏宗族之成員，曾任保正，為地方排難解困，是日治時代沙鹿街有名望人士[3]。
- 伯父李占春，為沙鹿街名望人士，為台灣紡織工業界先驅者。
- 父親李卿雲，為沙鹿區企業家及政治人物。